# Тимошівський заказник
Тимоші́вський — ботанічний заказник місцевого значення в Черкаському районі Черкаської області.
Розташовано у кв. 13 Тимошівського лісництва Кам'янського лісового господарства. Створено рішенням Черкаської обласної ради від 22.12.2017 р. № 19-23/VII.
На ділянці розташований відокремлений локус рідкісного виду рослин підсніжника складчастого (Galantus plicatus Bieb.). Вид має високий созологічний статус: занесений до Червоної книги України (статус — вразливий) та Червоного списку МСОП (статус — least concern).